# Trojan T103
Trojan T103 – samochód Formuły 1, zaprojektowany przez Rona Tauranaka i skonstruowany przez Trojan-Tauranac Racing na sezon 1974. Jedyny samochód Trojana w Formule 1.

## Historia
W latach 70. firma Trojan Cars była odpowiedzialna za budowanie klienckich nadwozi McLarena dla niefabrycznych zespołów w Can-Am i Formule 5000. Były to udane produkty.
Na 1974 rok Trojan postanowił zbudować samochód Formuły 1. Model T103 został zaprojektowany przez Rona Tauranaka i wyposażony w silnik Ford Cosworth DFV. Kierowcą został Tim Schenken. Problemy z podpisaniem umowy z preferowanym dostawcą opon oraz niski budżet spowodowały, że sezon 1974 okazał się trudny dla zespołu. Schenken zakwalifikował się do sześciu z ośmiu wyścigów, najlepiej finiszując na 10 pozycji.
Po sezonie 1974 Trojan wycofał się z Formuły 1.

## Wyniki w Formule 1
| Legenda oznaczeń w tabelach wyników Wyświetl szablon na nowej stronie | Legenda oznaczeń w tabelach wyników Wyświetl szablon na nowej stronie                                                                     |
| Oznaczenie                                                            | Wyjaśnienie |
| --------------------------------------------------------------------- | --- |
| Złoty                                                                 | Zwycięzca lub mistrzostwo |
| Srebrny                                                               | 2. miejsce lub wicemistrzostwo |
| Brązowy                                                               | 3. miejsce lub II wicemistrzostwo |
| Zielony                                                               | Ukończył, punktował (w klasyfikacji generalnej, gdy zdobył co najmniej jeden punkt na przestrzeni sezonu, poza trzema powyższymi opcjami) |
| Niebieski                                                             | Ukończył, nie punktował (w klasyfikacji generalnej, gdy nie zdobył co najmniej jednego punktu na przestrzeni sezonu)                      |
| Czerwony                                                              | Nie zakwalifikował się (NZ) |
| Czerwony                                                              | Nie prekwalifikował się (NPK) |
| Różowy                                                                | Nie ukończył (NU) |
| Różowy                                                                | Niesklasyfikowany (NS) (w klasyfikacji generalnej, gdy nie został sklasyfikowany w żadnym wyścigu sezonu)                                 |
| Czarny                                                                | Zdyskwalifikowany (DK) |
| Czarny                                                                | Wykluczony (WYK/EX) |
| Biały                                                                 | Nie wystartował (NW) |
| Biały                                                                 | Kontuzjowany (K/INJ) |
| Biały                                                                 | Wyścig odwołany (OD/C) |
| Bez koloru                                                            | Został wycofany (WYC/WD) |
| Bez koloru                                                            | Nie przybył (NP/DNA) |
| Bez koloru                                                            | Nie brał udziału w treningach (NT/DNP) |
| Bez koloru                                                            | Nie został zgłoszony (–) |
| Pogrubienie                                                           | Start z pole position |
| Kursywa                                                               | Najszybsze okrążenie wyścigu |
| †                                                                     | Nie ukończył, ale jego rezultat został zaliczony ze względu na przejechanie więcej niż 90% dystansu wyścigu.                              |
| *                                                                     | Sezon w trakcie |
| 1/2/3                                                                 | Punktowana pozycja w sprincie kwalifikacyjnym                                                                                             |
| Lista systemów punktacji Formuły 1                                    | |

| Sezon | Zespół                 | Silnik | Kierowcy     | Wyniki w poszczególnych eliminacjach | Wyniki w poszczególnych eliminacjach | Wyniki w poszczególnych eliminacjach | Wyniki w poszczególnych eliminacjach | Wyniki w poszczególnych eliminacjach | Wyniki w poszczególnych eliminacjach | Wyniki w poszczególnych eliminacjach | Wyniki w poszczególnych eliminacjach | Wyniki w poszczególnych eliminacjach | Wyniki w poszczególnych eliminacjach | Wyniki w poszczególnych eliminacjach | Wyniki w poszczególnych eliminacjach | Wyniki w poszczególnych eliminacjach | Wyniki w poszczególnych eliminacjach | Wyniki w poszczególnych eliminacjach | Wyniki kierowców | Wyniki kierowców | Wyniki konstruktora | Wyniki konstruktora |
| Sezon | Zespół                 | Silnik | Kierowcy     | ARG                                  | BRA                                  | ZAF                                  | ESP                                  | BEL                                  | MCO                                  | SWE                                  | NLD                                  | FRA                                  | GBR                                  | DEU                                  | AUT                                  | ITA                                  | CND                                  | USA                                  | Punkty           | Pozycja          | Punkty              | Pozycja             |
| ----- | ---------------------- | ------ | ------------ | ------------------------------------ | ------------------------------------ | ------------------------------------ | ------------------------------------ | ------------------------------------ | ------------------------------------ | ------------------------------------ | ------------------------------------ | ------------------------------------ | ------------------------------------ | ------------------------------------ | ------------------------------------ | ------------------------------------ | ------------------------------------ | ------------------------------------ | ---------------- | ---------------- | ------------------- | ------------------- |
| 1974  | Trojan Tauranac Racing | Ford   | Tim Schenken | -                                    | -                                    | -                                    | 14                                   | 10                                   | NU                                   | -                                    | NZ                                   | -                                    | NU                                   | NZ                                   | 10                                   | NU                                   | -                                    | -                                    | 0                | 32               | 0                   | 14                  |